# Giovanni Miozzi
Giovanni Miozzi (Isola della Scala, 14 gennaio 1965) è un politico italiano, sindaco di Isola della Scala dal 2006 al 2016.

## Biografia
Geometra libero professionista, da anni collabora con l'azienda di famiglia nell'attività imprenditoriale. Inizia la sua attività politica nelle file di Alleanza Nazionale, divenuta nel 2009 Popolo della Libertà. Dal 2006 è Sindaco di Isola della Scala, suo paese di origine, dopo esserne stato per cinque anni assessore ai lavori pubblici, e dal 2007 è Vice Presidente della Società Acque Veronesi.
In occasione delle elezioni amministrative del 2009 è eletto al primo turno presidente della Provincia di Verona col sostegno di Popolo della Libertà e Lega Nord.
Nel dicembre 2013 riceve un avviso di garanzia per l'assunzione sospetta di un dirigente della casa di riposo "Benedetto Albertini" di Isola della Scala, rinnovata più volte tra il 2007 e il 2013. Nel 2019 arriva la sentenza di assoluzione perché "il fatto non sussiste".
Nel 2014 annuncia annuncia il ritiro a vita privata al termine del suo secondo mandato da sindaco e nel 2016 dichiara di non appoggiare nessuno dei candidati a succederlo.
A febbraio 2021, con alcuni ex membri di Alleanza Nazionale rappresentati dall'associazione Rifare l'Italia di Viviana Beccalossi, firma un appello per chiedere a Fratelli d'Italia di sostenere il governo di Mario Draghi.